# Aeroportul Internațional Malta
Aeroportul Internațional Malta (în malteză Ajruport Internazzjonali ta' Malta) (IATA: MLA, ICAO: LMML) este un aeroport din Luqa⁠(d), Southern Region (Nofsinhar)⁠(d), Malta ce deservește zona Malta. Aeroportul a fost tranzitat în 2022 de 5.851.079 de pasageri. A fost deschis în 31 martie 1958 și numit după zona deservită.
Situat la o altitudine de 91 m, aeroportul dispune de 2 piste.

## Infrastructură

### Piste
Aeroportul dispune de 2 piste. Pista 05/23 are suprafața de Ciment și dimensiunile 2.377 m × 45 m. Pista 13/31 are suprafața de Ciment și dimensiunile 3.544 m × 60 m. 